# Vallöss
Vallöss (Cyamidae) är en familj i ordningen märlkräftor som lever som parasiter på valarnas hud.

## Kännetecken
Arternas bakre kroppsdel är förminskad. Extremiteterna (särskild de bakre) är omvandlad till ett slags klor för att hålla sig fast.

## Levnadssätt
De flesta vallöss är specialiserade på en särskild valart, det gäller huvudsakligen för bardvalar men även för tandvalar. Vallöss tillbringar hela sin utveckling på värdens hud och simmar inte i det öppna havet. Hos kaskelot förekommer två arter av vallöss som är separerade efter valens kön. Medan Cyamus catodontis lever på kaskeloter av hankön förekommer Neocyamus physeteris på honor och ungdjur.
Vallös sitter främst på dessa ställen där de är skyddade för havets strömning. De finns vanligen vid valens kroppsöppningar eller nära sår. På långsamt simmande individer av bardvalar förekommer ibland upp till 100 000 exemplar av vallöss på kroppen. Antalet vallöss på tandvalar är tydligt mindre.
Hos några valarter konkurrerar vallöss med rankfotingar (Cirripedia).
Vallöss livnär sig huvudsakligen av alger som lever på valens kropp. Dessutom äter de i viss mån valens hud men de orsaker valen inga större besvär.

## Systematik
Familjen delas i sju släkten med tillsammans 32 arter:
- Släkte Cyamus
  - Cyamus antarcticensis
  - Cyamus bahamondei
  - Cyamus balaenopterae
  - Cyamus boopis
  - Cyamus catodontis
  - Cyamus ceti
  - Cyamus erraticus
  - Cyamus eschrichtii
  - Cyamus gracilis
  - Cyamus kessleri
  - Cyamus mesorubraedon
  - Cyamus monodontis
  - Cyamus nodosus
  - Cyamus orcini
  - Cyamus orubraedon
  - Cyamus ovalis
  - Cyamus rhachianecti
  - Cyamus scammoni
- Släkte Isocyamus
  - Isocyamus antarcticensis
  - Isocyamus delphinii
  - Isocyamus deltabrachium
  - Isocyamus globicipitis
  - Isocyamus kogiae
- Släkte Neocyamus
  - Neocyamus physeteris
- Släkte Platycyamus
  - Platycyamus flaviscutatus
  - Platycyamus thompsoni
- Släkte Scutocyamus
  - Scutocyamus antipodensis 
  - Scutocyamus parvus
- Släkte Sirenocyamus
  - Sirenocyamus rhytinae
- Släkte Syncyamus
  - Syncyamus aequus
  - Syncyamus ilheusensis
  - Syncyamus pseudorcae